# Lew Knipper
Lew Konstantinowicz Knipper (ros. Лев Константинович Книппер, ur. 21 listopada?/3 grudnia 1898 w Tyflisie, zm. 30 lipca 1974 w Moskwie)  – rosyjski i radziecki kompozytor.

## Życiorys
Od 1922 studiował w szkole muzycznej Gniesinich w Moskwie, pod kierunkiem Jeleny Gniesinej (fortepian), D. Rogal-Lewickiego (teorię muzyki) oraz u Reinholda Glière’a i N. Żylajewa (kompozycję). Następnie wyjechał do Niemiec i uzupełniał studia z zakresu kompozycji u Philippa Jarnacha w Berlinie i Juliusa Weismanna we Fryburgu Bryzgowijskim .
Interesował się muzyką teatralną i w latach 1929–1930 był konsultantem muzycznym w Moskiewskim Akademickim Teatr Artystycznym Władimira Niemirowicza-Danczenki  . W latach 30. przebywał na Kaukazie i w Pamirze badając folklor tamtejszych ludów. Przez wiele lat współpracował z Armią Czerwoną jako dyrygent i instruktor muzyczny, m.in. w Iranie (1942 i 1944), na Ukrainie (1945), w Buriacko-Mongolskiej ASRR (1946) wykorzystując swój pobyt do studiów nad muzyką ludową  .
Ludowy Artysta RFSRR (1974) . Dwukrotny laureat Nagrody Stalinowskiej (1946, 1949) .

## Twórczość
W swoich wczesnych utworach z lat 20. stosował środki wyrazu artystycznego charakterystyczne na francuskiego impresjonizmu oraz niemieckiego ekspresjonizmu. Najbardziej znaczące dzieło z tego okresu to opera Siewiernyj wietier oparta na opowiadaniu Władimira Kirszona, która została ostro skrytykowana przez władze radziecką za zbyt nowatorską jej zdaniem technikę kompozycyjną .
W latach 30. Knipper radykalnie zmienił swój styl kompozytorski i odtąd pisał utwory melodyjne i łatwe w odbiorze. Komponował pieśni masowe, utwory fortepianowe, suity, często wykorzystujące elementy folklorystyczne. Pisał też utwory orkiestrowe, w tym 21 symfonii i 14 koncertów na skrzypce, wiolonczelę, klarnet, obój, trąbkę i fagot oraz 11 oper i 4 balety  .